# Colin A. Ross
Colin Andrew Ross (* 1952 in Manitoba) ist ein kanadischer Psychiater. Sein Arbeitsschwerpunkt liegt in der Behandlung und der Erforschung von psychischen Traumata und der dissoziativen Identitätsstörung. Seine Thesen zur Bewusstseinskontrolle gelten als spekulativ.

## Leben und Forschung
1995 gründete er das „Colin A. Ross Institute for Psychogical Trauma“, welches in verschiedenen Krankenhäusern der Vereinigten Staaten spezielle Traumabehandlungen anbietet. Während seiner Facharztausbildung kam er mit Patienten, die vermeintlich an der damals noch relativ unerforschten und umstrittenen dissoziativen Identitätsstörung litten, in Kontakt. Einige Patienten berichteten in der Therapie über praktizierte angebliche satanistische Rituale, was Ross zu Recherchen und Forschungen zum Thema rituelle Gewalt bewog. Seine Arbeit führte zu einem Buch über rituelle Praktiken in satanischen Kulten. Ross konnte aber keine Beweise für die Existenz solcher geheimen Kulte erbringen, die entsprechenden Befürchtungen gelten als großangelegte Moral Panic.

## Thesen zur Bewusstseinskontrolle
Im Verlauf seiner ärztlichen Tätigkeit behandelte er Patienten mit ähnlichen Krankheitsbildern, die über militärische und geheimdienstliche Experimente zur Bewusstseinskontrolle berichteten. Daraufhin setzte er sich mit den Aussagen vermeintlicher Opfer wie Cathy O’Brien und Carol Rutz auseinander und wertete Akten der CIA aus, die über den Freedom of Information Act freigegeben worden waren.
Ross kam zum Schluss, dass die CIA unmittelbar nach dem Zweiten Weltkrieg damit begonnen habe, umfangreiche Forschungsprogramme zur Bewusstseinskontrolle und zur Erforschung von Drogen sowie zum Entwickeln neuer Verhörmethoden zu starten (siehe MKULTRA). Er behauptet, es sei der CIA gelungen, einen „manchurischen Kandidaten“ zu erschaffen und einzusetzen, die Erzeugung multipler Persönlichkeiten mittels Folter, Drogen und Hypnose. Ross sieht Hinweise, dass die CIA schon Ende der 1950er Jahre damit begonnen habe, Kinder zu Spionen und Attentätern zu programmieren. Auch hält es Ross für unwahrscheinlich, dass diese Programme – wie behauptet – Anfang der 1970er Jahre eingestellt wurden.
Der israelische Psychologe Benjamin Beit-Hallahmi wendet gegen Ross’ Darstellung ein, es gebe gar keine Gehirnwäschetechniken, wie der Autor sie annimmt. Die zahlreichen Fälle von multipler Persönlichkeiten, die seit 1980 diagnostiziert wurden, seien nicht auf Gehirnwäsche, sondern auf Fehldiagnosen zurückzuführen. Insofern könne man Ross’ Vorwurf gegen die American Psychiatric Association, sie sei nicht dagegen eingeschritten, als ihre Mitglieder sich an MKULTRA beteiligten, auch umdrehen, denn sie sage auch nichts dagegen, wenn ihre Mitglieder Verschwörungstheorien über Satanismus und Entführungen durch Außerirdische verbreiteten. Insgesamt beweise das Buch, dass die Ränder der Psychiatrie, wo Satanismus und Bewusstseinskontrolle wucherten, derzeit zum Teil bis in deren Mitte reichten. Ross werden suggestive Manipulationen des Materials vorgeworfen; stichhaltige Belege liefere er keine.

## Paranormale Fähigkeiten
2008 bewarb sich Ross bei der James Randi Educational Foundation um deren Preis mit der Behauptung, er könnte mit der Kraft seines Blickes einen Lautsprecher zu einer Tonäußerung bringen. 2010 veröffentlichte Ross dazu eine Studie bei der American Anthropological Association. In einem Briefwechsel mit dem Skeptiker Steven Novella vom The Skeptic's Guide to the Universe gab er allerdings zu, dabei einen Biofeedbacksensor an seinem Laptop angeschlossen zu haben, der in bekannter Weise auf seinen Lidschlag reagierte. Bei JREF wurde kein Test durchgeführt, 2008 erhielt Ross den eher ironisch gemeinten Pigasus Award.

## Schriften (Auswahl)
- mit G. Fraser: Recognizing Multiple Personality Disorder. In: Annals of the Royal College of Physicians and Surgeons. Band 20, 1987, Nr. 5, S. 357–360.
- Military Mind Control: A Story of Trauma & Recovery. Manitou Communications, 2009, ISBN 978-0-9765508-9-1.
- Satanic Ritual Abuse: Principles of Treatment. University of Toronto Press, 1995, ISBN 978-0-8020-7357-0.
- Bluebird: Deliberate Creation of Multiple Personality by Psychiatrists. ISBN 0-9704525-1-9.